# Quốc ca Khu tự trị Chukotka
Quốc ca Khu tự trị Chukotka (tiếng Nga: Гимн Чукотского автономного округа, Gimn Chukotskogo avtonomnogo okruga) là một trong những biểu tượng của Khu tự trị Chukotka, cùng với cờ và huy hiệu. Nó được sáng tác và phổ nhạc bởi K.N. Kelena-Zorina vào năm 2000. Nó được chấp nhận chính thức vào ngày 4 tháng 10 năm 2000.

## Lời
| Tiếng Nga | Latinh hoá |
| --- | --- |
| Родина моя, омытая морями Недрами богатая земля. Здесь живет народ со всей страны великой Как одна надежная семья. Припев Тундра! Бескрайняя тундра. Чукотка! Реки-кристальной воды Чукотка! Горы, озера, равнины Чукотка! Славим просторы твои! Солнца яркий луч красит гор вершины, Первым озаряя флаг страны. Это край Чукотский, часть большой России Прославляем всей душою мы! Припев | Rodina moya, omytaya moryami Nedrami bogataya zemlya. Zdes' zhivet narod so vsey strany velikoy Kak odna nadezhnaya sem'ya. Pripev Tundra! Beskraynyaya tundra. Chukotka! Reki-kristal'noy vody Chukotka! Gory, ozera, ravniny Chukotka! Slavim prostory tvoi! Solntsa yarkiy luch krasit gor vershiny, Pervym ozaryaya flag strany. Eto kray Chukotskiy, chast' bol'shoy Rossii Proslavlyayem vsey dushoyu my! Pripev |